# Bandera de Hawaii
La bandera de Hawaii, anomenada 'Ka Hae Hawai'i', és la bandera oficial de l'estat de Hawaii i és el símbol oficial de l'estat de Hawaii com a regne, protectorat, república, territori i estat dels Estats Units d'Amèrica. És l'única bandera als Estats Units que representa diverses formes de govern i l'única que compta amb la bandera del Regne Unit.

## Disseny

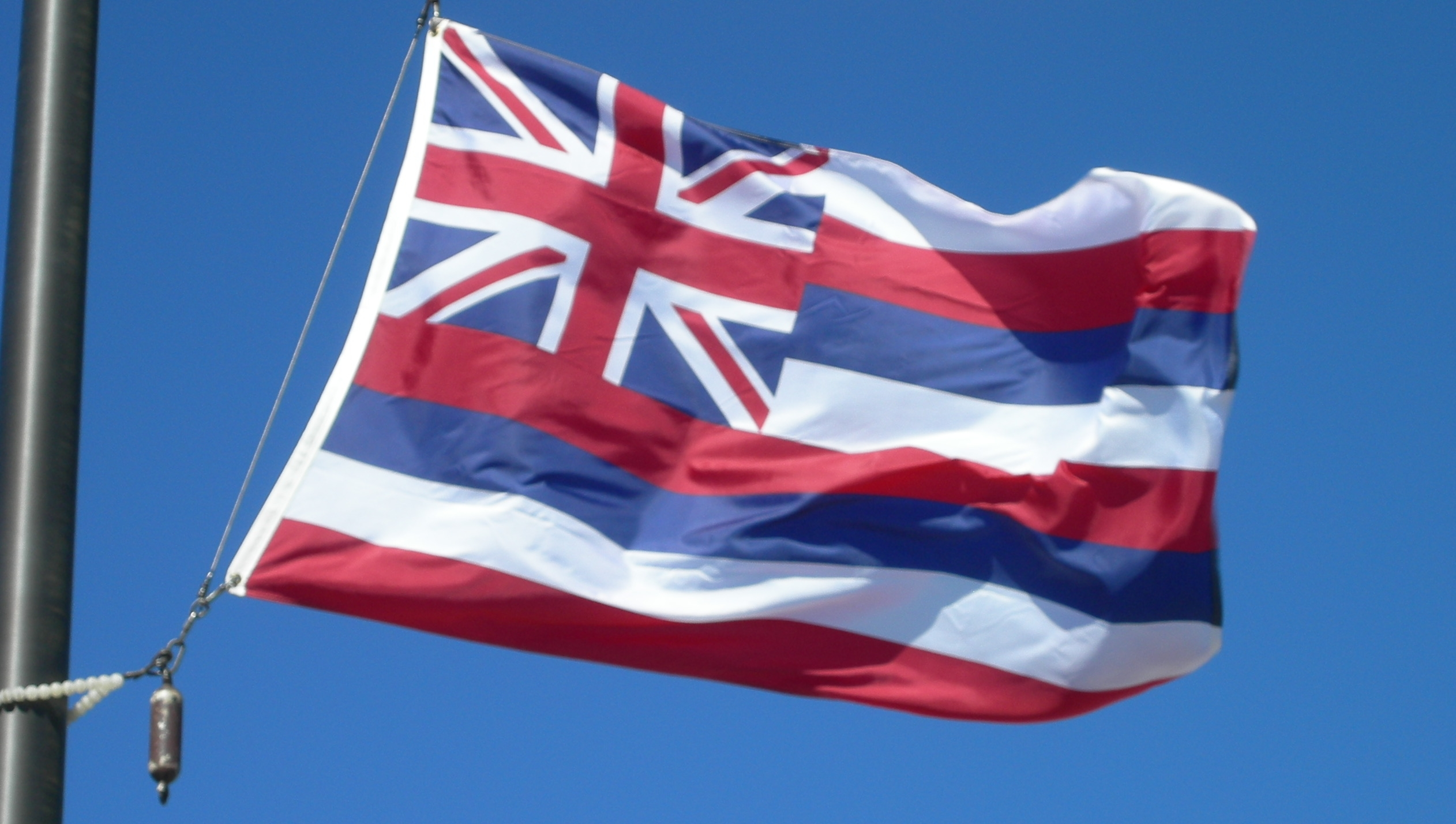
Bandera onejant al Parc Nacional de Haleakalā

La bandera està formada per un camp compost per vuit franges horitzontals les quals simbolitzen les vuit illes que integren l'estat. El color de les franges, de dalt a baix, té la següent seqüència: blanc, vermell, blau, blanc, vermell, blau, blanc i vermell. Al quarter superior esquerra porta la Union Jack.

### Colors
La bandera pren en préstec el vermell, el blanc i el blau tant de la bandera del Regne Unit com de la bandera dels Estats Units d'Amèrica:
| Model de color | Blau       | Blanc       | Vermell     |
| -------------- | ---------- | ----------- | ----------- |
| Pantone        | 280 C      | Blanc       | 186 C       |
| RGB            | 1, 33, 105 | 255,255,255 | 200, 16, 46 |
| CMYK           | 99-69-0-59 | 0-0-0-0     | 0-92-77-22  |
| RAL            | 5026       | N.A.        | 3028        |
| HTML           | #00237D    | #FFFFFF     | #CF142B     |

## Orígens
Hi ha diverses versions de l'origen històric de la Ka Hae Hawai'i. Una refereix com el Rei Kamehameha I va onejar una bandera del Regne Unit que li va donar l'explorador britànic i capità George Vancouver com una mostra d'amistat amb el rei Jordi III. Un assessor de Kamehameha va assenyalar que la bandera britànica podria portar a Hawaii a un conflicte internacional, ja que seria vist com un aliat del Regne Unit. Kamehameha va arriar la bandera del regne. Encara discutida com històricament exacta, un relat dels esdeveniments que van seguir explica que, per tal d'aplacar els interessos nord-americans durant la Guerra de 1812, Kamehameha va col·locar una bandera dels Estats Units sobre casa, només per ser retirada quan oficials britànics en la cort de Kamehameha vehementment s'oposessin a això. Aquesta versió explica per què el pavelló de Hawaii és un deliberat híbrid de les banderes de les dues nacions.
El 1816, Kamehameha va encarregar la seva pròpia bandera per evitar conflictes. Com a resultat d'això va néixer 'Ka Hae Hawai'i'. Els historiadors atribueixen el disseny de la Ka Hae Hawái'i a un oficial de la Royal Navy, basant-se en la forma de la bandera naval britànica. Hi ha debat pel que fa al nom del funcionari. Algunes tradicions l'atribueixen a Alexander Adams, altres a George Beckley. La bandera original va ser dissenyada per alternar franges de color vermell-blanc-blau, també atribuïdes a diverses banderes històriques del Regne Unit. No obstant això, alguns han argumentat que les bandes van ser influenciades per la bandera nord-americana. Per error, la bandera utilitzada la primera vegada que es va onejar oficialment la Ka Hae Hawai'i tenia les franges en l'ordre blanc-vermell-blau. El nombre de franges també va canviar: originalment, la bandera va ser dissenyada amb set franges horitzontals, i el 1845 es va canviar oficialment a vuit ratlles. Aquest últim acord va ser aprovat i s'utilitza avui dia.

## Bandera del governador de Hawaii
La bandera utilitzada pel governador de Hawaii consisteix en una bi-color de vermell i blau. Enmig de vuit estrelles blanques, hi apareix el nom de l'estat amb les lletres majúscules. Durant el temps en què Hawaii era un territori dels Estats Units, "Hawaii" va ser substituït per "TH".

## Ka Hae Hawaii, avui dia
El 1990, el governador de Hawaii (John D. Waihee III) va proclamar el 31 de juliol com a dia de la Ka Hae Hawái'i o Dia de la Bandera hawaiana. S'ha celebrat cada any des de llavors.

## Cronologia
| Date                    | Flag                                                                       | Image                               |
| ----------------------- | -------------------------------------------------------------------------- | ----------------------------------- |
| 1793–1794               | Ensenya Britànica                                                          | Amèrica britànica                   |
| 1794–1816               | Bandera de la Unió (probablement no actualitzada el 1801)                  | Imperi britànic                     |
| 1816–1843               | Primera versió de la bandera actual                                        | Primera versió de la bandera actual |
| Feb 1843 – Juliol 1843  | Bandera de la Unió (durant l'Afer Paulet)                                  | Regne Unit                          |
| Juliol 1843 - Maig 1845 | Primera versió de la bandera actual                                        | Primera versió de la bandera actual |
| Maig 1845 – Feb 1893    | La bandera hawaiana actual introduïda el 1845                              | Hawaii                              |
| Feb 1893 – Apr 1893     | Bandera dels Estats Units (després de l'enderrocament del Regne de Hawaii) | Estats Units                        |
| 1894–1898               | Bandera hawaiana readoptada per la República de Hawaii                     | Hawaii                              |
| 1898–1959               | Bandera hawaiana utilitzada per EUA territori de Hawaii                    | Estats Units · Hawaii               |
| 1959–present            | Bandera Hawaiana actual                                                    | Estats Units d'Amèrica · Hawaii     |